# 名誉職員
名誉職員(めいよしょくいん)とは、政府機関、教育機関その他の社団・財団、企業等に勤務した職員及び職員経験者に授与される栄誉称号ないし名誉称号の一種。或いは戦前(太平洋戦争以前)の日本で府県制・市制・町村制の下で定められていた公職の身分の一種を指す。なお、関連・類似する称号として終身名誉職員、特別名誉職員があるがともに本項で概説する。

## 政府機関における名誉職員
旧ソヴィエト連邦では諜報機関であるソ連国家保安委員会(KGB)の職員として功績を挙げた者に名誉職員の地位を授与していた。逆に、名誉職員に相応しくない言動があった場合これをはく奪される場合もあった。1990年にはKGB元少将であったオレグ・カルーギンはソ連国営タス通信のインタビューに応じ、旧ソ連における治安機関の活動はスターリン主義の手法を基礎にしていると批判したため、ロシア当局によりKGB職員の名誉と尊厳を傷つけたとして、国家勲章と軍位(少将の階級)及びKGB名誉職員の待遇をはく奪されている。

## 国立大学法人・独立行政法人における名誉職員
また、日本では国立大学法人横浜国立大学が30年以上勤続した職員経験者に授与する表彰(名誉称号)として、特別名誉職員の称号を授与している他、独立行政法人小山工業高等専門学校でも、他の機関への人事交流を含め30年以上の勤続をした職員に名誉職員の称号を授与している。

## 国有企業における名誉職員
中国では国有企業の職員を歴任した者を名誉職員として遇している。例えば、国有企業中国核工業集団の傘下にある秦山原子力発電所などの例が知られる。

## 都道府県における名誉職員
日本の都道府県では、広島県にある広島県立文書館などで永年勤続した退職者に名誉職員(名誉館員)の称号を授与している。

## 市区町村における名誉職員
戦前の日本では、市町村の行政職員のほか日本の地方議会議員その他の公職を公吏及び名誉職員と称し、それら職名・人名を一覧にした名簿を名誉職員録などとして刊行していた。なお、名誉職員は一定の費用弁償を受けることができるとされていたが、議員については名誉職として位置づけられていたものの名誉職員に含まれるか当初は議論となった。後に議員も必要な費用弁償を受けられることとなった。

## 学校法人における名誉職員
日本の私立大学でも文教大学(学校法人文教大学学園)に大学職員として永年勤続した定年退職者に名誉職員を授与する例がある。

## 報道機関・金融機関・民間企業における名誉職員
日本の報道機関や民間企業の事例としては、毎日新聞社が職員経験者に授与する表彰として終身名誉職員の称号を定めている。また、金融機関の例として、韓国では2002年に企業銀行のがイメージキャラクターを務めたタレントの車仁杓を名誉職員に選出し、表彰を行っている。

### 報道資料
- 『朝日新聞』1991年7月1日朝刊
- 『読売新聞』1991年10月13日東京朝刊

### インターネット資料
- 学校法人文教大学学園ウェブサイト「【学園】名誉職員称号授与式が行われました」
- 国立国会図書館ウェブサイト「大阪市東区名誉職員録 : 附・区吏員学校職員録」
- 国立国会図書館ウェブサイト「茨城県名誉職員録. 明治23年7月30日届」
- 国立国会図書館ウェブサイト「香川県名誉職員録 昭和２年２月６日現在 」
- 国立国会図書館ウェブサイト「名誉職員肖像録」
- 国立大学法人横浜国立大学ウェブサイト「○横浜国立大学特別名誉職員の称号授与規則」
- 独立行政法人小山工業高等専門学校ウェブサイト「小山工業高等専門学校名誉職員の称号授与規則 (PDF) 」
- 総務省ウェブサイト「資料２ 議会改革のあり方について(案) (PDF) 」
- 中央日報ウェブサイト「タレント車仁杓、企業銀行の名誉職員に」(2002年03月14日18時20分配信)
- 広島県ウェブサイト「「今日の文書館」について」
- 47NEWSウェブサイト「不惑の日中－国交正常化40周年－第7部「NGOの連携」」